# Гратерсдорф
Гратерсдорф (њем. Grattersdorf) општина је у њемачкој савезној држави Баварска. Једно је од 26 општинских средишта округа Дегендорф. Према процјени из 2010. у општини је живјело 1.359 становника. Посједује регионалну шифру (AGS) 9271123.

## Географски и демографски подаци
Гратерсдорф се налази у савезној држави Баварска у округу Дегендорф. Општина се налази на надморској висини од 476 метара. Површина општине износи 26,0 km². У самом мјесту је, према процјени из 2010. године, живјело 1.359 становника. Просјечна густина становништва износи 52 становника/km².